# 67. ročník udílení Oscarů
67. ročník udílení Oscarů proběhl 27. března 1995 v Shrine Auditorium, (Los Angeles) a udílel ocenění pro nejlepší filmařské počiny roku 1994. Udílely se ceny ve 23 kategoriích a producentem byl Gil Cates († 2011). Večer moderoval David Letterman.

## Nominace a vítězové
Vítězové v dané kategorii jsou uvedeni tučně.
| Nejlepší film | Nejlepší režie |
| --- | --- |
| Forrest Gump - Čtyři svatby a jeden pohřeb - Pulp Fiction: Historky z podsvětí - Otázky a odpovědi - Vykoupení z věznice Shawshank | Robert Zemeckis – Forrest Gump - Woody Allen – Výstřely na Broadwayi - Quentin Tarantino – Pulp Fiction: Historky z podsvětí - Robert Redford – Otázky a odpovědi - Krzysztof Kieślowski – Tři barvy: Červená |
| Nejlepší herec | Nejlepší herečka |
| Tom Hanks jako Forrest Gump – Forrest Gump - Morgan Freeman jako Ellis Boyd Redding – Vykoupení z věznice Shawshank - Nigel Hawthorne jako Král Jiří III. – Šílenství krále Jiřího - Paul Newman jako Donald „Sully“ Sullivan – Nejsem blázen - John Travolta jako Vincent Vega – Pulp Fiction: Historky z podsvětí | Jessica Lange jako Carly Marshall – Operace Blue Sky - Jodie Foster jako Nell Kellty – Nell - Miranda Richardson jako Vivienne Haigh-Wood – Tom a Viv - Winona Ryder jako Josephine „Jo“ March – Malé ženy - Susan Sarandon jako Regina „Reggie“ Love – Nebezpečný klient                                        |
| Nejlepší herec ve vedlejší roli | Nejlepší herečka ve vedlejší roli |
| Martin Landau jako Bela Lugosi – Ed Wood - Samuel L. Jackson jako Jules Winnfield – Pulp Fiction: Historky z podsvětí - Chazz Palminteri jako Cheech – Výstřely na Broadwayi - Paul Scofield jako Mark Van Doren – Otázky a odpovědi - Gary Sinise jako Dan Taylor – Forrest Gump | Dianne Wiest jako Helen Sinclair – Výstřely na Broadwayi - Rosemary Harris jako Rose Robinson Haigh-Wood – Tom a Viv - Helen Mirren jako královna Charlotte – Šílenství krále Jiřího - Uma Thurman jako Mia Wallace – Pulp Fiction: Historky z podsvětí - Jennifer Tilly jako Olive Neal – Výstřely na Broadwayi |
| Nejlepší původní scénář | Nejlepší adaptovaný scénář |
| Pulp Fiction: Historky z podsvětí – Quentin Tarantino a Roger Avary - Výstřely na Broadwayi – Woody Allen a Douglas McGrath - Čtyři svatby a jeden pohřeb – Richard Curtis - Nebeská stvoření – Peter Jackson a Frances Walsh - Tři barvy: Červená – Krzysztof Kieślowski a Krzysztof Piesiewicz | Forrest Gump – Eric Rothbased - Šílenství krále Jiřího – Alan Bennett - Nejsem blázen – Robert Benton - Otázky a odpovědi – Paul Attanasio - Vykoupení z věznice Shawshank – Frank Darabont |
| Nejlepší cizojazyčný film | Nejlepší dokument |
| Unaveni sluncem (Rusko) – Nikita Michalkov - Před deštěm (Makedonie) – Milčo Mančevski - Jíst, pít, muž, žena (Tchaj-wan) – Ang Lee - Farinelli (Belgie) – Gérard Corbiau - Jahody a čokoláda (Kuba) – Tomás Gutiérrez Alea a Juan Carlos Tabío | Maya Lin: A Strong Clear Vision – Freida Lee Mock a Terry Sanders - Complaints of a Dutiful Daughter – Deborah Hoffmann - D-Day Remembered – Charles Guggenheim - Freedom on My Mind – Connie Field a Marilyn Mulford - A Great Day in Harlem – Jean Bach                                                        |
| Nejlepší krátký dokument | Nejlepší krátký hraný film |
| A Time for Justice – Charles Guggenheim - 89mm from Europe – Marcel Łoziński - Blues Highway – Vince DiPersio a Bill Guttentag - School of the Americas Assassins – Robert Richter - Straight from the Heart – Dee Mosbacher a Frances Reid | - Franz Kafka's It's a Wonderful Life – Peter Capaldi a Ruth Kenley-Letts - Trevor – Peggy Rajski a Randy Stone - Kangaroo Court – Sean Astin a Christine Astin - On Hope – JoBeth Williams a Michele McGuire - Syrup – Paul Unwin a Nick Vivian                                                                 |
| Nejlepší krátký animovaný film | Nejlepší hudba |
| Bobovy narozeniny – Alison Snowden a David Fine - The Big Story – Tim Watts a David Stoten - The Janitor – Vanessa Schwartz - Mnich a ryba – Michaël Dudok de Wit - Triangle – Erica Russell | Lví král – Hans Zimmer - Forrest Gump – Alan Silvestri - Interview s upírem– Elliot Goldenthal - Malé ženy – Thomas Newman - Vykoupení z věznice Shawshank – Thomas Newman |
| Nejlepší píseň | Nejlepší zvukové efekty |
| „Can You Feel the Love Tonight“ – Elton John a Tim Rice – Lví král - „Circle of Life“ – Elton John a Tim Rice – Lví král - „Hakuna Matata“ – Elton John a Tim Rice – Lví král - „Look What Love Has Done“ – Carole Bayer Sager, James Newton Howard, James Ingram a Patty Smyth – Junior - „Make Up Your Mind“ – Randy Newman – Noviny | Nebezpečná rychlost – Stephen Hunter Flick - Jasné nebezpečí – Bruce Stamblerand John Leveque - Forrest Gump – Gloria Borders a Randy Thom |
| Nejlepší zvuk | Nejlepší výprava |
| Nebezpečná rychlost – Gregg Landaker, Steve Maslow, Bob Beemer a David MacMillan - Jasné nebezpečí – Donald O. Mitchell, Michael Herbick, Frank A. Montaño a Art Rochester - Forrest Gump – Randy Thom, Tom Johnson, Dennis S. Sands a William B. Kaplan - Legenda o vášni – Paul Massey, David E. Campbell, Chris David a Douglas Ganton - Vykoupení z věznice Shawshank – Robert J. Litt, Elliot Tyson, Michael Herbick a Willie D. Burton | Šílenství krále Jiřího – Ken Adam a Carolyn Scott - Bullets over Broadway – Santo Loquasto a Susan Bode - Forrest Gump – Rick Carter a Nancy Haigh - Interview s upírem – Dante Ferretti a Francesca Lo Schiavo - Legenda o vášni – Lilly Kilvert a Dorree Cooper                                                |
| Nejlepší kamera | Nejlepší střih |
| Legenda o vášni – John Toll - Forrest Gump – Don Burgess - Vykoupení z věznice Shawshank – Roger Deakins - Tři barvy: Červená – Piotr Sobociński - Wyatt Earp – Owen Roizman | Forrest Gump – Arthur Schmidt - Hoop Dreams – Frederick Marx, Steve James a Bill Haugse - Pulp Fiction: Historky z podsvětí – Sally Menke - Vykoupení z věznice Shawshank – Richard Francis-Bruce - Nebezpečná rychlost – John Wright                                                                            |
| Nejlepší masky | Nejlepší kostýmy |
| Ed Wood – Ve Neill, Rick Baker and Yolanda Toussieng - Forrest Gump – Daniel C. Striepeke, Hallie D'Amore a Judith A. Cory - Frankenstein – Daniel Parker, Paul Engelen a Carol Hemming | Dobrodružství Priscilly, královny pouště – Lizzy Gardiner a Tim Chappel - Výstřely na Broadwayi – Jeffrey Kurland - Malé ženy – Colleen Atwood - Maverick – April Ferry - Královna Margot – Moidele Bickel |
| Nejlepší vizuální efekty | |
| Forrest Gump – Ken Ralston, George Murphy, Stephen Rosenbaum a Allen Hall - Maska – Scott Squires, Steve Spaz Williams, Tom Bertino a Jon Farhat - Pravdivé lži – John Bruno, Thomas L. Fisher, Jacques Stroweis a Patrick McClung | |